# دیزاوند
دیزاوند، روستایی است از توابع بخش مرکزی شهرستان قوچان در استان خراسان رضوی ایران.
این روستا تقریبا ۱۰ کیلومتری شهرستان قوچان قرار دارد این دهستان از شرق با روستای داودلی و از جنوب شرق با روستاهایی چون جعفر آباد و روستای فتح آباد و از شمال با روستای ناوخ و همچنین از لحاظ همجواری با یکی از روستا هابه نام کلاته حاجی برات تقریباً به هم چسپیده و از غرب با روستای علی آباد همجوار است این روستا از نعمت آب آشامیدنی سالم، برق، تلفن، مدرسه راهنمایی و ابتدایی و جاده آسفالت برخوردار است.مردم این روستا کردکرمانج هستند.

## جمعیت
این روستا در دهستان سودلانه قرار داشته و بر اساس سرشماری سال ۱۳۸۵ جمعیت آن ۸۱۸ نفر (۲۱۰ خانوار)
بوده‌است.